# Kremlowskie Kuranty (album)
Kremlowskie Kuranty - debiutancki album polskiej grupy punkrockowej Kremlowskie Kuranty wydany w roku 1995. Wydany wyłącznie w postaci kasety. Materiał na album nagrywano od kwietnia do grudnia 1994 roku w studiu SPAart w Boguchwale. Znalazły się na niej utwory powstałe w latach 80 i 90 XX w. Zawiera muzykę punkrockową, jednak stosunkowo łagodną w brzmieniu — nawiązującą do folk-rocka lub tzw. poezji śpiewanej.

## Autorzy
- Ireneusz Dańko - wokal, gitara
- Sławomir Pikuła - gitara
- Krzysztof Płaziak - perkusja
- Ryszard Piskorowski - gitara basowa
- Agnieszka Boroń-Maciąg - wokal
- Agnieszka Henzel - skrzypce

## Lista utworów
strona A
1. Remanent (u Haliny)	02:20
2. Chłopcy	03:32
3. Taka słaba istota	03:32
4. In your eyes	02:09
5. Oni (przyjdą)	01:51
6. Ich bunt, ich ból	02:10

strona B
1. Cztery pory roku	01:50
2. Papier	02:03
3. Dancing	02:21
4. Charytatywny bal	03:24
5. Dylan i wiatr	03:56
6. Zwyczajnie	01:42

## Okładka
Okładka zaprojektowana przez Grzegorza Bożka (Ortodoksa), zawiera zdjęcia wykonane przez Marka Tarnawskiego i Janusza Miczka.